# Mistrzostwa Świata w Wioślarstwie 2009 – dwójka bez sternika mężczyzn
Dwójka bez sternika mężczyzn (M2-) – konkurencja rozgrywana podczas Mistrzostw Świata w Wioślarstwie 2009 w Poznaniu między 23 a 30 sierpnia na Torze Regatowym Malta.

## Harmonogram konkurencji
Wszystkie godziny w czasie letnim (UTC+2)
| Godzina                     | Wydarzenie  | Runda         |
| --------------------------- | ----------- | ------------- |
| Niedziela, 23 sierpnia 2009 | 11:00-11:18 | Eliminacje    |
| Wtorek, 25 sierpnia 2009    | 11:54-12:00 | Repasaże      |
| Czwartek, 27 sierpnia 2009  | 13:49-14:05 | Półfinały A/B |
| Sobota, 29 sierpnia 2009    | 14:54-15:00 | Finał B       |
| Sobota, 29 sierpnia 2009    | 11:48-12:03 | Finał A       |

## Medaliści
| Złoto                                     | Srebro                                             | Brąz                                            |
| Nowa Zelandia · Eric Murray · Hamish Bond | Wielka Brytania · Peter Reed · Andrew Triggs Hodge | Grecja · Nikolaos Gundulas · Apostolos Gundulas |

## Wyniki

### Eliminacje
Reguła kwalifikacji: 1-3 → PA/B, 4.. → R

#### Eliminacje 1
| Miejsce | Zawodnik                                 | Kraj            | Czas    | Uwagi |
| ------- | ---------------------------------------- | --------------- | ------- | ----- |
| 1       | Peter Reed Andrew Triggs Hodge           | Wielka Brytania | 6:35,96 | PA/B  |
| 2       | Germain Chardin Dorian Mortelette        | Francja         | 6:39,72 | PA/B  |
| 3       | Nils Menke Felix Drahotta                | Niemcy          | 6:41,68 | PA/B  |
| 4       | Yenser Basilio Pol Jorber Avila Esquivel | Kuba            | 6:42,85 | R     |
| 5       | Jakub Makovička Václav Chalupa           | Czechy          | 7:42,87 | R     |

#### Eliminacje 2
| Miejsce | Zawodnik                        | Kraj              | Czas    | Uwagi |
| ------- | ------------------------------- | ----------------- | ------- | ----- |
| 1       | Eric Murray Hamish Bond         | Nowa Zelandia     | 6:31,29 | PA/B  |
| 2       | Shaun Keeling Ramon di Clemente | Południowa Afryka | 6:40,16 | PA/B  |
| 3       | Daniel Casaca Max Lang          | Kanada            | 6:42,74 | PA/B  |
| 4       | Łukasz Kardas Dawid Pacześ      | Polska            | 6:47,33 | R     |

#### Eliminacje 3
| Miejsce | Zawodnik                             | Kraj              | Czas    | Uwagi |
| ------- | ------------------------------------ | ----------------- | ------- | ----- |
| 1       | Nikolaos Gundulas Apostolos Gundulas | Grecja            | 6:36,99 | PA/B  |
| 2       | David Banks Charles Cole             | Stany Zjednoczone | 6:39,12 | PA/B  |
| 3       | Goran Jagar Nikola Stojić            | Serbia            | 6:43,78 | PA/B  |
| 4       | Grigorij Fieklistow Dmitrij Filmonow | Kazachstan        | 7:20,81 | R     |

### Repasaże
Reguła kwalifikacji: 1-3 → PA/B, 4... → FC
| Miejsce | Zawodnik                                 | Kraj       | Czas    | Uwagi |
| ------- | ---------------------------------------- | ---------- | ------- | ----- |
| 1       | Łukasz Kardas Dawid Pacześ               | Polska     | 7:05,49 | PA/B  |
| 2       | Yenser Basilio Pol Jorber Avila Esquivel | Kuba       | 7:11,66 | PA/B  |
| 3       | Jakub Makovička Václav Chalupa           | Czechy     | 7:16,68 | PA/B  |
| 4       | Grigorij Fieklistow Dmitrij Filmonow     | Kazachstan | 7:20,98 |       |

### Półfinały A/B
Reguła kwalifikacji: 1-3 → FA, 4... → FB

#### Półfinały A/B 1
| Miejsce | Zawodnik                             | Kraj              | Czas    | Uwagi |
| ------- | ------------------------------------ | ----------------- | ------- | ----- |
| 1       | Peter Reed Andrew Triggs Hodge       | Wielka Brytania   | 6:30,79 | FA    |
| 2       | Nikolaos Gundulas Apostolos Gundulas | Grecja            | 6:33,10 | FA    |
| 3       | Shaun Keeling Ramon di Clemente      | Południowa Afryka | 6:33,25 | FA    |
| 4       | Goran Jagar Nikola Stojić            | Serbia            | 6:34,16 | FB    |
| 5       | Jakub Makovička Václav Chalupa       | Czechy            | 6:44,47 | FB    |
| 6       | Łukasz Kardas Dawid Pacześ           | Polska            | 6:55,20 | FB    |

#### Półfinały A/B 2
| Miejsce | Zawodnik                                 | Kraj              | Czas    | Uwagi |
| ------- | ---------------------------------------- | ----------------- | ------- | ----- |
| 1       | Eric Murray Hamish Bond                  | Nowa Zelandia     | 6:29,86 | FA    |
| 2       | Germain Chardin Dorian Mortelette        | Francja           | 6:34,76 | FA    |
| 3       | David Banks Charles Cole                 | Stany Zjednoczone | 6:36,88 | FA    |
| 4       | Daniel Casaca Max Lang                   | Kanada            | 6:40,46 | FB    |
| 5       | Nils Menke Felix Drahotta                | Niemcy            | 6:44,79 | FB    |
| 6       | Yenser Basilio Pol Jorber Avila Esquivel | Kuba              | 6:47,42 | FB    |

### Finał B
| Miejsce | Zawodnik                                 | Kraj   | Czas    | Uwagi |
| ------- | ---------------------------------------- | ------ | ------- | ----- |
| 1       | Nils Menke Felix Drahotta                | Niemcy | 6:29,21 |       |
| 2       | Goran Jagar Nikola Stojić                | Serbia | 6:30,76 |       |
| 3       | Yenser Basilio Pol Jorber Avila Esquivel | Kuba   | 6:31,89 |       |
| 4       | Jakub Makovička Václav Chalupa           | Czechy | 6:32,19 |       |
| 5       | Łukasz Kardas Dawid Pacześ               | Polska | 6:33,28 |       |
| 6       | Daniel Casaca Max Lang                   | Kanada | 6:40,06 |       |

### Finał A
| Miejsce | Zawodnik                             | Kraj              | Czas    | Uwagi |
| ------- | ------------------------------------ | ----------------- | ------- | ----- |
|         | Eric Murray Hamish Bond              | Nowa Zelandia     | 6:15,93 |       |
|         | Peter Reed Andrew Triggs Hodge       | Wielka Brytania   | 6:17,45 |       |
|         | Nikolaos Gundulas Apostolos Gundulas | Grecja            | 6:23,01 |       |
| 4       | Germain Chardin Dorian Mortelette    | Francja           | 6:24,69 |       |
| 5       | David Banks Charles Cole             | Stany Zjednoczone | 6:33,16 |       |
| 6       | Shaun Keeling Ramon di Clemente      | Południowa Afryka | 6:38,06 |       |